# Lophojoppa sponsatoria
Lophojoppa sponsatoria är en stekelart som först beskrevs av Fabricius 1804.  Lophojoppa sponsatoria ingår i släktet Lophojoppa och familjen brokparasitsteklar. Inga underarter finns listade i Catalogue of Life.